# Andrés Serra Rojas
Andrés Serra Rojas (Pichucalco, Chiapas; 13 de octubre de 1904 - Ciudad de México, 23 de septiembre de 2001) fue un abogado, catedrático, escritor, académico y político mexicano. Se desempeñó como titular de la Secretaría del Trabajo y Previsión Social en el gobierno de Miguel Alemán Valdés entre 1946 y 1948.

## Estudios y docencia
Realizó sus estudios iniciales en Pichucalco, debido a los acontecimientos de la Revolución mexicana los continuó en San Juan Bautista de Tabasco,  Veracruz, y en La Habana. A finales de 1919 regresó al país para residir en la Ciudad de México, ingresó a la Escuela Nacional Preparatoria y después cursó  la carrera de Derecho en la Escuela Nacional de Jurisprudencia, obtuvo el título en 1928 con la tesis Estado y economía.  Comenzó a ejercer la docencia en su alma mater, la cual, posteriormente, se llegó a convertir en la Facultad de Derecho de la Universidad Nacional Autónoma de México. Con una trayectoria de casi ochenta años fue decano de la facultad.  Además, impartió clases en el Instituto Politécnico Nacional.
Fue cofundador con Narciso Bassols de la Escuela Nacional de Economía, y en unión con Gabino Fraga creó el Instituto Nacional de Administración Pública.

## Legislador y político
En el ámbito legislativo y político, fue agente del Ministerio Público, ha sido diputado federal y senador de la XLVI y XLVII Legislatura del Congreso de la Unión de México. Fue director de Bienes Nacionales de la Secretaría de Hacienda y Crédito Público, y jefe del Departamento Consultivo y Nacionalización de Bienes de la Procuraduría General de la República. Fue representante de México en la Conferencia de las Naciones Unidas sobre Organización Internacional en San Francisco. Fue secretario del Trabajo de 1946 a 1948 durante la presidencia de Miguel Alemán Valdés. Fue director del Banco Nacional Cinematográfico.
En su labor como legislador, propuso diversas iniciativas de ley y de reforma a la Constitución Política de los Estados Unidos Mexicanos, tales como el voto a los jóvenes de dieciocho años de edad, el voto a la mujer, el reconocimientos a los partidos políticos, la ley de profesiones,  la reforma al artículo 115 respecto al municipio libre, y la ley de profesiones, entre otros.

## Premios y distinciones
- Profesor Emérito por la Facultad de Derecho de la UNAM, en 1952.
- Gran Curz de la Orden de Honor Forense y Diploma cum laude del Heroico Colegio Militar, en 1964.
- Presea “Jorge Sánchez Cordero” por la Facultad de Derecho de la UNAM, en 1970.
- Doctor honoris causa por la Universidad Nacional Autónoma de México, en 1978.
- Medalla al Mérito Político "Plutarco Elías Calles" por el Partido Revolucionario Institucional, en 1982.
- Presea de la Procuraduría General de la República, por su libro Obra jurídica mexicana, en 1986.
- Medalla “José María Morelos y Pavón” por el Instituto Nacional de Administración Pública en 1989.
- Premio Juchimán de Plata en el orden de Ciencias Sociales, en 1989.
- Presea “José María Luis Mora”, por el Instituto Nacional de Administración Pública, en 1989.
- Medalla al Mérito Académico por la Facultad de Derecho de la UNAM, en 1990.
- Medalla Belisario Domínguez del Senado de la República en 1990.
- Presea “Francisco Primo de Verdad” por la Federación Nacional de Abogados al Servicio del Estado, en 1990.
- Medalla al Mérito por las Escuelas Pías, en La Habana, Cuba, en 1990.
- Presea de la Academia Mexicana de Derecho Internacional, en 1991.
- Premio Universidad Nacional en Docencia en Ciencias Sociales otorgado por la UNAM en 1992.
- Gran Cruz de Honor a la Dignidad Profesional, otorgado por el presidente Ernesto Zedillo.
- Premio Nacional de Jurisprudencia  por la Barra Mexicana del Colegio de Abogados, en 1999.

## Obras publicadas
- Diccionario de ciencia política, en tres volúmenes.
- Derecho administrativo, en tres tomos.
- Liberalismo y constitución: la estructura del Poder Ejecutivo en el texto original de la Constitución de 1857, en 1957.
- Problemas políticos del mundo moderno: hombres y sistemas, en 1958.
- Emiliano Zapata y el drama de la tierra en México, en 1962.
- México y Argentina: homenaje a José Francisco de San Martín, capitán general en jefe del Ejército de los Andes, en 1962.
- Teoría general del Estado: prolegómeno de ciencia política, en 1964.
- Antología de Emilio Rabasa, en 1969.
- Benito Juárez, semblanza de un estadista, restaurador de la República y fortalecedor de la nacionalidad, en 1981.
- Hagamos lo imposible. La crisis actual de los derechos del hombre: esperanza y realidad, en 1982.
- La novela fascinante del siglo XXI: un mundo que aún no existe pero que nos amenaza, en 1984.
- Ciencia política: la proyección actual de la  teoría general del Estado, en 1985.
- Antología de la elocuencia mexicana (1900-1991), en coautoría con su hijo Enrique Serra Rojas Beltri, en 1991.
- Mexicanidad: proyección de la nación mexicana hacia el siglo XXI, en 1994.